# The House of Da Vinci
The House of Da Vinci (с англ. — «Дом Да Винчи») — инди-игра и мистическая головоломка, разработанная независимой словацкой студией Blue Brain Games. Её действие происходит в эпоху Возрождения в Италии. Игрок попадает в библиотеку да Винчи и должен разгадывать находящиеся в ней головоломки.
Выход игры на мобильные устройства состоялся в июне 2017 года, в июле — для Nintendo Switch и в ноябре — для Windows. Da Vinci создавалась на денежные пожертвования интернет-пользователей. Создатели внимательно изучали изобретения и чертежи да Винчи, чтобы воссоздать их в игре. Мобильная версия игры оказалась успешной, и по состоянию на 2019 год Da Vinci была куплена более миллиона раз.
Критики оставили смешанные оценки игры, они заметили явное заимствование игрового процесса у игр серии The Room, тем не менее Da Vinci не уступает своим качеством, и, наоборот, подкупает антуражем эпохи Возрождения, а также предлагает обилие разнообразных головоломок. В качестве основного недостатка отмечалось сложное управление из-за того, что игра неправильно реагирует на касание пальцами, а также неясная сюжетная линия в первой части.
В декабре 2019 года было выпущено продолжение — The House of Da Vinci 2 — с аналогичным игровым процессом, но с более глубоким развитием сюжетной линии.
В августе 2022 была выпущена третья и заключительная часть игры — The House of Da Vinci 3.

## Игровой процесс
Цель игрока сводится к тому, что он должен внимательно изучать помещения и находящиеся в них предметы на наличие тайников и головоломок, с которыми игрок может взаимодействовать. Головоломки требуют от игрока манипулировать предметами, перемещать их, тянуть за них, кидать, вращать и подбирать подходящие комбинации. Доступ к новым тайникам открывается поэтапно, когда игрок находит необходимые ключи и предметы, хранимые в инвентаре. Вещи в инвентаре можно объединять, образуя новые предметы.
Также важную роль в прохождении играет окуляр «oculi tempus», позволяющий игроку видеть скрытые предметы, коды, а также воспроизводить сцены из прошлого. Во второй части «oculus perpetua» позволяет перемещать персонажа в прошлое, чтобы он мог там добывать предметы и находить путь к решению головоломок, невозможному в «настоящем» времени. По мере прохождения игрок получает записки от Леонардо да Винчи, раскрывающие детали сюжета.

### Сюжет
Действие разворачивается во Флоренции эпохи Возрождения. Игровой персонаж — ученик Леонардо да Винчи. Он должен понять, почему учёный внезапно сбежал из своей библиотеки и отправляется туда. По мере прохождения герой узнаёт, что Да Винчи работал над неким грандиозным изобретением, и его попытался выкрасть тайный орден. Когда герой подбирается к раскрытию тайны, на него нападает «человек в плаще».
The House of Da Vinci 2 является одновременно приквелом и сиквелом первой игры. Главный герой — Джакомо — оказался заточён в темнице. Его тайно освобождает влиятельный граф Чезаре Борджиа, который в качестве цены за свободу поручает Джакомо втереться в доверие к знаменитому учёному Леонардо да Винчи и сделать так, чтобы Борджиа стал его единственным работодателем. Ещё до встречи с герцогом Джакомо получил таинственную записку от «друга», который также вручил ему окуляр, позволяющий путешествовать во времени.
Джакомо отправляется в Милан и, пройдя испытание да Винчи, становится его помощником на следующие три года. По поручению Борджиа герой выдаёт чертежи тайного изобретения да Винчи. Леонардо отправляется во Флоренцию, и далее следует сюжет первой игры. Становится ясно, что Леонардо пытались схватить агенты тайного «ордена справедливости», на который работал и Борджиа. А «человек в капюшоне» оказался самим Борджиа, который был изгнан из ордена за своевольные действия: он украл окуляр героя, в надежде заполучить обратно свою власть. Джакомо узнаёт через записки, что ему покровительствует да Винчи из будущего, он же вручает герою завершённое устройство путешествия во времени — oculus perpetua — и утверждает, что знает всю правду о герое, его «предательстве» и что он также является частью некоего грандиозного плана.
Джакомо связывается с да Винчи из «настоящего» времени, и они оба отправляются в монастырь Сакра-ди-Сан-Микеле, чей настоятель как-то связан с орденом справедливости, а в библиотеке храма хранится информация об ордене. Главный герой тайно пробирается в библиотеку, но там сталкивается с орденом.

## Разработка и выход
Разработкой игры занималась независимая словацкая студия Blue Brain Games, в которую вошли программисты и дизайнеры, увлекающиеся 3D-головоломками, а также творчеством гением эпохи возрождения Леонардо Да Винчи. Денежные средства на разработку игры команда собирала на сайте Kickstarter в конце 2016 года, тогда их поддержали 2391 человек, выделив команде сумму в 43 600 фунтов стерлингов.
Изначальная идея команды заключалась в том, чтобы создать приключенческую головоломку, однако источником долгих дискуссий оставался вопрос о том, в каком месте и в какое время должен был происходить сюжет будущей игры. В конце концов команда остановилась на выборе эпохи Возрождения и теме изобретений Леонардо да Винчи. Разработчики заметили, что были в восторге от данной идеи, так как могли воплотить в игре многие его изобретения и задумки.
Эпоха Возрождения, по нашему мнению, это один из самых прекрасных и захватывающих периодов в истории — она сформировала ткань современной Европы в таких областях, как архитектура, искусство и изобретения. Мы попытались привнести эту самую атмосферу в игру. Мы хотели, чтобы игрок действительно почувствовал себя частью этой эпохи, чтобы он мог войти в библиотеку Леонардо, прогуляться по улицам Флоренции XVI века.
Оригинальный текст (англ.)The Renaissance is, in our opinion, one of the most beautiful and fascinating periods in history – one that has shaped the whole fabric of Europe in such fields as architecture, art and inventions. We’ve tried to bring this very atmosphere to the game. We wanted the players to be truly part of this period, to really enter Leonardo’s library, to experience walking through the streets of 16th century Florence.
Во время разработки самой игры команда столкнулась с организационными проблемами, так как её члены имели либо минимальный опыт в разработке игр, либо его вовсе не было. Тем не менее команда не собиралась отказываться от изначальной задумки создать качественную игру, даже если на это потребовалось больше времени, чем было задумано. Перед тем, как составлять эскизы очередной головоломки и воплощать её в игре, разработчикам было необходимо понять, как работали изобретения Леонардо и насколько они были функциональными. Так, используя эскизы учёного, разработчики создавали их упрощённые версии в виде 3D-моделей, затем работали над анимацией и потом занимались бета-тестированием. Команда должна была убедится, что каждая головоломка грамотно вписывалась в сюжетную линию. «Есть много людей, воссоздавших изобретения Да Винчи в реальной жизни. Мы сделали нечто очень похожее — но с применением программ 3DS Max, Photoshop и Unity 3D».
Разработчики хотели также поощрять игрока узнавать об изобретениях да Винчи, для чего, например, в игру была встроена система достижений: она не влияет на основной сюжет, но в ней игрок может отдельно узнать дополнительную информацию об изобретениях. Ещё во время разработки оригинальной игры создатели начали планировать работу над продолжением, с тем чтобы история во второй части стала логическим продолжением первой игры. Отвечая на вопрос о сложности головоломок, разработчики заметили, что задумывали The House of Da Vinci как достаточно сложную игру, «но её обязательно закончат все, у кого хватает терпения и кто уделяет внимание деталям».
Выход игры на мобильных устройствах состоялся 22 июня 2017 года и 26 июля на Nintendo Switch. Вскоре после её выхода Da Vinci вошла в список игр-бестселлеров в App Store, а по состоянию на конец 2019 года игру купили более миллиона раз, многие из игроков также являются фанатами игр серии The Room. В итоге команда Blue Brain Games решила сосредоточиться на разработке версии игры для персональных компьютеров. Выход Da Vinci на Windows состоялся 24 ноября 2017 года.

### Продолжение
После успеха Da Vinci команда Blue Brain Games на вырученные от продаж средства занялась разработкой второй части The House of Da Vinci 2. В игру были добавлены сотни новых объектов и головоломок, с которыми можно взаимодействовать. Также создатели учитывали основные недостатки, указанные в первой игре. Например, команда уделила большее внимание сюжетной линии: управляемый персонаж получил имя Джакомо. Также команда уделила особое внимание проработке управления с сенсорным экраном и выделила большие бюджетные средства на музыкальное сопровождение. Выход игры на мобильные устройства состоялся 4 декабря 2019 года.

## Восприятие
| Сводный рейтинг    | Сводный рейтинг |
| Агрегатор          | Оценка          |
| ------------------ | --------------- |
| Metacritic         | 70/100          |
| Иноязычные издания |                 |
| Издание            | Оценка          |
| Pocket Gamer UK    | [ 11 ]          |
| Adventure Gamers   | [ 4 ]           |
| Meristation        | 7/10            |

Игра получила смешанные отзывы от игровых критиков, её средняя оценка на агрегаторе Metacritic составила 70 баллов из 100 возможных.
Положительный отзыв о мобильной версии игры оставила Эмили Соуден, критик сайта Pocket Gamer. Одна заметила, что с одной стороны игра выглядит, как The Room в иной обёртке, однако она получилась не менее качественной, атмосферной и предлагающей обилие продуманных и сложных головоломок. Сами же загадки в начале щадящие, а когда их уровень сложности неизбежно повышается, то игрока спасает надежная система подсказок. Музыка в игре также подходящая, не отвлекающая от игрового процесса и, наоборот, усиливающая атмосферу, как и добавленные в игру звуковые эффекты. «Элегантные щелчки механизмов наряду с отзывчивым управлением создают ощущение, будто вы на самом деле перемещаете предметы и поворачиваете ключи». Люди, интересующиеся творчеством Леонардо да Винчи, будут очень рады увидеть его воссозданные механизмы.
Критик также заметила, что невозможно игнорировать факт того, что The House of Da Vinci явно копирует игры серии The Room, начиная с игрового процесса, дизайна и даже заканчивая тем, что «во время игры слишком легко забыть, что это игра, созданная не студией Fireproof Games». Это можно рассматривать и как комплимент, и как недостаток, так как игра не предлагает чего-то уникального. Соуден подытожила, что Da Vinci по-прежнему выглядит великолепной и её обязательно стоит попробовать фанату франшизы The Room.
Критик сайта AdventureGamers заметил, что игра подкупает своим антуражем эпохи Возрождения, а также огромным разнообразием мини-игр, внимательным к минимальным деталям, анимациям и звуковым эффектам, некоторые мини-игры, такие как, например, карта завоеваний имеют даже элементы стратегической игры. Ни одна головоломка не чувствуется как повторение другой. Атмосферу игры украшают кинематографические вставки, а также музыкальное сопровождение. Критик также указал на явное влияние игр The Room и что фанаты данной франшизы будут «чувствовать себя как дома» в Da Vinci.
Рецензент, однако, указал и на явные недостатки, портящие общее впечатление от игры. Во-первых он указал на неясную сюжетную линию с неясной завязкой, так и концом-клиффхэнгером. История намекает на существование некоего заговора, «но почему? как в этом замешан Да Винчи? Кем он приходится главному герою?». В итоге история едва ли представляет какую-либо ценность для прохождения. Также впечатление от игры сильно портит недостаточно интуитивное управление: критик заметил, что игра может либо не реагировать на нажатие пальцем, или же слишком чутко реагировать, а сам критик слишком часто сталкивался с ситуацией, когда предметы реагировали не в соответствии с касанием пальца: «Иногда объект вращался, когда я хотел, чтобы он скользил вперёд, или скользил вперёд, когда я хотел, чтобы он вращался».